# Ващук, Виктор Иванович
Виктор Иванович Ващук (6 апреля 1962, Новосибирск — 21 мая 2013, там же) — российский деятель органов правопорядка, полковник полиции, командир СОБРа полиции Главного управления МВД Российской Федерации Сибирского федерального округа в 2002—2013 годах (до 2012 года — СОБР оперативно-розыскного бюро Главного управления МВД Российской Федерации по Сибирскому федеральному округу). Кавалер трёх орденов Мужества. Участник Первой и Второй чеченских войн. За личное мужество и героизм, проявленные в боях за Комсомольское в марте 2000 года, был представлен к званию Героя Российской Федерации.

## Ранние годы и начало службы
Родился 6 апреля 1962 года в Новосибирске. В 1969—1979 годах учился в школе № 48 г. Новосибирска Ленинского района. Окончил в 1982 году Ачинское военное авиационно-техническое училище имени 60-летия ВЛКСМ, проходил службу в Советской армии. С января 1994 года на службе в органах внутренних дел, проходил службу в составе СОБРа Западно-Сибирского РУОП при УВД Новосибирской области.
В составе СОБРа в 1990-е годы он участвовал в операциях по задержанию членов организованных преступных группировок и по освобождению захваченных в заложники людей, а также пресекал рейдерские захваты новосибирских предприятий и оказывал силовую поддержку оперативным и следственным группам МВД. В частности, Ващук внедрился в орудовавшую на территории Сибирского федерального округа банду торговцев оружием и наркотиками, следуя своей оперативной легенде, и оставался в составе группировки вплоть до её ликвидации.

## Чеченские войны
Полковник Ващук участвовал в Первой и Второй чеченской войнах. Его первая командировка на Кавказ была связана с расследованием смерти заместителя председателя Совета министров РФ Виктора Поляничко, погибшего в результате теракта 1 августа 1993 года вместе с командиром 42-го корпуса генерал-майором Анатолием Корецким и офицером группы «Альфа» старшим лейтенантом Виктором Кравчуком. Во время Первой чеченской отряд Ващука нёс службу в Грозном и участвовал в городских боях, войдя в Грозный вслед за танковыми и пехотными частями: самолёт с оперативниками новосибирского СОБРа прибыл 2 января 1995 года. Ващук был отмечен орденами за качества, проявленные в боевых действиях.
В марте 2000 года, в дни Второй чеченской войны, Ващук в составе СОБРа Западно-Сибирского РУБОП участвовал в боях за село Комсомольское Урус-Мартановского района против отряда боевиков, командиром которых был Руслан Гелаев. В боях за Комсомольское участвовали как части Вооружённых сил РФ, так и части внутренних войск МВД РФ. В частности, 6 марта в ходе боёв погибли 11 бойцов ОСН внутренних войск «Росич» и четыре офицера сводного отряда СОБР Центрально-Черноземного РУБОП МВД России. Непосредственно Новосибирский СОБР участвовал в боях за Комсомольское в течение пяти суток. Утром 20 марта группа в составе 12 офицеров СОБРа под командованием Ващука обнаружила отряд чеченских боевиков и заблокировала их: в течение четырёх суток чеченцы вели прицельный огонь по бойцам СОБР. Двое оперативников были ранены, 12 боевиков убиты. В тот же день при попытке прорыва чеченцев в северном направлении Вооружённые силы и внутренние войска МВД уничтожили 46 боевиков. СОБР Ващука оказывал помощь бойцам Калининградского и Московского ОМОНов, не допуская выход чеченцев, пытавшихся прорвать кольцо окружения. Согласно воспоминаниям сослуживцев, СОБР Западно-Сибирского РУБОП под командованием Ващука не нёс потерь убитыми благодаря интуиции командира.
На следующий день на позиции Новосибирского СОБРа вышли представители чеченцев, предложившие обговорить условия сдачи в плен. По свидетельствам участвовавшего в боях полковника СОБР Игоря Гришунина, Ващук вызвался вести переговоры, сказав, что у него «рука уже болит от бросания гранат»: к тому моменту огонь противника ослаб, что могло свидетельствовать о нехватке боеприпасов у чеченцев. В их расположение Ващук отправился один, без оружия, имея в кармане только удостоверение сотрудника правоохранительных органов. В ходе переговоров, длившихся час, он требовал от чеченцев сложить оружие и выйти с поднятыми руками в обмен на гарантии сохранения жизни. В итоге усилиями Ващука оперативники убедили чеченцев сдаться: 117 человек вышли со своих позиций и сложили оружие, причём среди сдавшихся были две женщины-снайпера. Гришулин говорил, что когда сдавшиеся чеченцы увидели, что им противостояло только 12 оперативников, то «за головы похватались». В ходе операции были освобождены двое пленных военнослужащих ВС РФ, а сотрудниками МВД РФ и бойцами ВС РФ у сдавшихся в плен было изъято большое количество единиц огнестрельного оружия.
За проявленное личное мужество и героизм полковник полиции Виктор Иванович Ващук представлялся к званию Героя Российской Федерации, однако оно ему так и не было присвоено. Командировка марта 2000 года считается одной из наиболее известных командировок Новосибирского СОБРа на Северный Кавказ.

## После Чечни
9 марта 2001 года Ващук вместе с группой оперативников Западно-Сибирского РУБОПа участвовал в преследовании автомобиля Mitsubishi Pajero, за рулём которого был Сергей Бобрышев, сын Александра Бобрышева — гендиректора НАПО имени Чкалова. Pajero проехал на высокой скорости мимо здания РУБОП, чуть не сбив его сотрудников. На их требования предъявить права и техпаспорт Бобрышев заблокировал двери и окна, а когда Ващук пошёл осматривать джип спереди, то внезапно включил двигатель и резко тронулся с места. Ващук едва успел схватиться руками за бампер, чтобы не попасть под колёса, и Pajero вместе с державшимся за него Ващуком, набрав скорость, выехал на Красный проспект. Через 300—350 м Ващук разжал руки, и его едва не сбил другой автомобиль, проезжавший по встречной полосе. Оперативники вскоре заблокировали Mitsubishi своим «УАЗом», а Бобрышева задержали с применением силы, поскольку тот оказывал сопротивление. Задержанный уверял, что его машину случайно «мотнуло на трамвайных рельсах», а оперативников он якобы принял за бандитов, поскольку все они были в чёрном. По возбуждённому в отношении Бобрышева уголовному делу Ващук проходил в качестве потерпевшего.
Осенью того же года полковник Ващук был назначен заместителем командира СОБР ОРБ ГУ МВД России по СФО, с 8 февраля 2002 года стал командиром СОБР ГУ МВД России по СФО. С начала 2012 года занимал должность командира СОБР полиции Главного управления МВД РФ Сибирского федерального округа. Всего за период службы в органах внутренних дел Ващук более десяти раз выезжал в командировки в «горячие точки» на территорию Северного Кавказа.
Одним из сослуживцев Ващука был депутат Законодательного собрания Новосибирской области, майор милиции в отставке Игорь Умербаев. По воспоминаниям свидетелей, Ващук подбирал бойцов для своего отряда самостоятельно, а не по знакомству или рекомендации выше. Начальник управления Федеральной службы по контролю за оборотом наркотиков по Новосибирской области, генерал-майор полиции Александр Кандиков говорил, что Ващук был отличным организатором, который великолепно знал технику, прекрасно организовывал быт бойцов и обладал непререкаемым авторитетом среди личного состава отряда.

## Смерть
Виктор Иванович Ващук скончался 21 мая 2013 года около 20:00 в Новосибирске на своём рабочем месте при исполнении служебных обязанностей. По предварительным данным, причиной смерти стал обширный инфаркт миокарда. По словам представителя ГУ МВД РФ по Сибирскому федеральному округу, смерть была мгновенной: ему «попытались оказать помощь…, но было уже поздно». За сутки до своей кончины полковник Ващук принимал участие в учениях на Васюганских болотах. Прощание состоялось 22 мая 2013 года в похоронном доме «ИМИ». Полковник Ващук был похоронен в Новосибирске на Заельцовском кладбище.

## Личная жизнь
Есть брат Александр, сотрудник СОБР и ветеран боевых действий, ныне сотрудник музея СОБР Западно-Сибирского управления МВД Российской Федерации. По словам оперативника Виктора Гилева, братья Ващуки пришли в СОБР вместе в 1994 году.
Сам Виктор Иванович был заядлым любителем охоты и рыбалки, нередко с друзьями ездил в сильные морозы в Васюганскую тайгу и не терял самообладания в экстремальных ситуациях. В частности, он участвовал в устройстве кормушек для диких коз, в тушении лесного пожара во время охоты и в задержании браконьера из милицейских чинов.

## Память
Имя Виктора Ващука было присвоено средней общеобразовательной школе № 48, на стене которой была установлена мемориальная доска с изображением Ващука, и музею в этой же школе. Инициативу о присвоении школе № 48 имени Виктора Ващука ещё в 2014 году подала инициативная группа, во главе которой стал брат Виктора Александр; в группу также вошли ветераны и действующие сотрудники СОБРа, среди них был одноклассник Виктора Юрий Щербаков.
В 2016 году именем Виктора Ващука в Новосибирске был назван проезд в центре города от улицы Спартака до проспекта Димитрова. Изначально предполагалось, что проезду присвоят имя инженера Николая Тихомирова, одного из основателей Новосибирска, однако межрегиональная организация ветеранов правоохранительных органов по борьбе с организованной преступностью предложила кандидатуру Ващука. Между ветеранами силовых структур и представителями творческой интеллигенции завязалась серьёзная дискуссия, которая закончилась 28 ноября 2016 года. В этот день комиссия по присвоению наименований официально присвоила безымянному проезду от улицы Спартака до проспекта Димитрова имя Виктора Ващука: его кандидатура набрала на один голос больше, чем кандидатура Тихомирова.
Имя Виктора Ващука носят офицерский клуб в Новосибирске и музей СОБР Западно-Сибирского управления МВД Российской Федерации, открытый летом 2017 года. Музей расположен в здании номер 7А на Чернышевском спуске. Инициатором создания музея был сам Виктор Иванович.

## Награды
- Орден Мужества (трижды)[1][4]
  - 15 апреля 1995 — Указ Президента РФ № 360[4]
  - 19 февраля 1996 — Указ Президента РФ № 211[4]
  - 5 июня 2001 — Указ Президента РФ № 645[4]
- Медаль ордена «За заслуги перед Отечеством» II степени — 23 февраля 2002 (указ Президента РФ № 235)[4]
- Медаль «За отличие в охране общественного порядка» — 4 июля 2000 (указ Президента РФ № 1243)[4]
- Медаль «За боевое содружество» (МВД России)[1][6]
- Медаль «За доблесть в службе» (МВД России)[1][6]
- Медаль «За заслуги в деятельности специальных подразделений» (МВД России)[1]
- Медаль «За вклад в развитие Новосибирской области» — за весомый вклад в борьбу с преступностью[6]
- Табельное наградное оружие — пистолет Макарова[6]
- другие награды[2]